# Asfaltomylos patagonicus
Asfaltomylos patagonicus és una espècie extinta de mamífer australosfènide que visqué durant el Juràssic en allò que avui en dia és l'Argentina. És l'única espècie coneguda del gènere Asfaltomylos i se n'han trobat restes a la formació de Cañadón Asfalto (província de Chubut, Patagònia).